# De Heksenketel
De Heksenketel was het eerste vrouwencafé in Nederland, gevestigd aan de Oudegracht 261 in Utrecht (Rijksmonument 36548). Het café werd in 1975 opgericht door Dorelies Kraakman (1946–2002) en Sylvia Bodnár (1946–2010) en was onderdeel van een multifunctioneel complex met café de Heksenketel op straatniveau en boekwinkel de Heksenkelder in de werfkelder.

## Geschiedenis
Kraakman en Bodnár kwamen in 1974 met het idee om een feministische boekwinkel met daarbij een feministisch café in Utrecht op te richten. Ze waren geïnspireerd door de tweede feministische golf die tegen het einde van de jaren zestig opkwam. Vrouwen konden in het café ongehinderd door mannen discussiëren en verpozen. Voor de opzetting richtten de vrouwen een stichting BEF (Stichting ter Bevordering van Emancipatie en Feminisme) op om subsidies aan te kunnen vragen en schenkingen te genereren. Op 3 december 1975 werden café en boekwinkel geopend in het pand aan de Oudegracht 261. Op de straatniveau bevond zich de Heksenketel, het café, en de Heksenkelder, de boekhandel, was gevestigd in de werfkelder van het pand. Na de opening was er veel aanloop, van mensen uit Utrecht, maar ook van daarbuiten. Het initiatief baarde op internationaal niveau ook veel opzien. Er werden allerlei sociale activiteiten georganiseerd en was een echte ontmoetingsplaats. Er waren lezingen, exposities, optredens en zelfs een voetbalclub.

### De Heksenkelder (vanaf 1984 Savannah Bay)

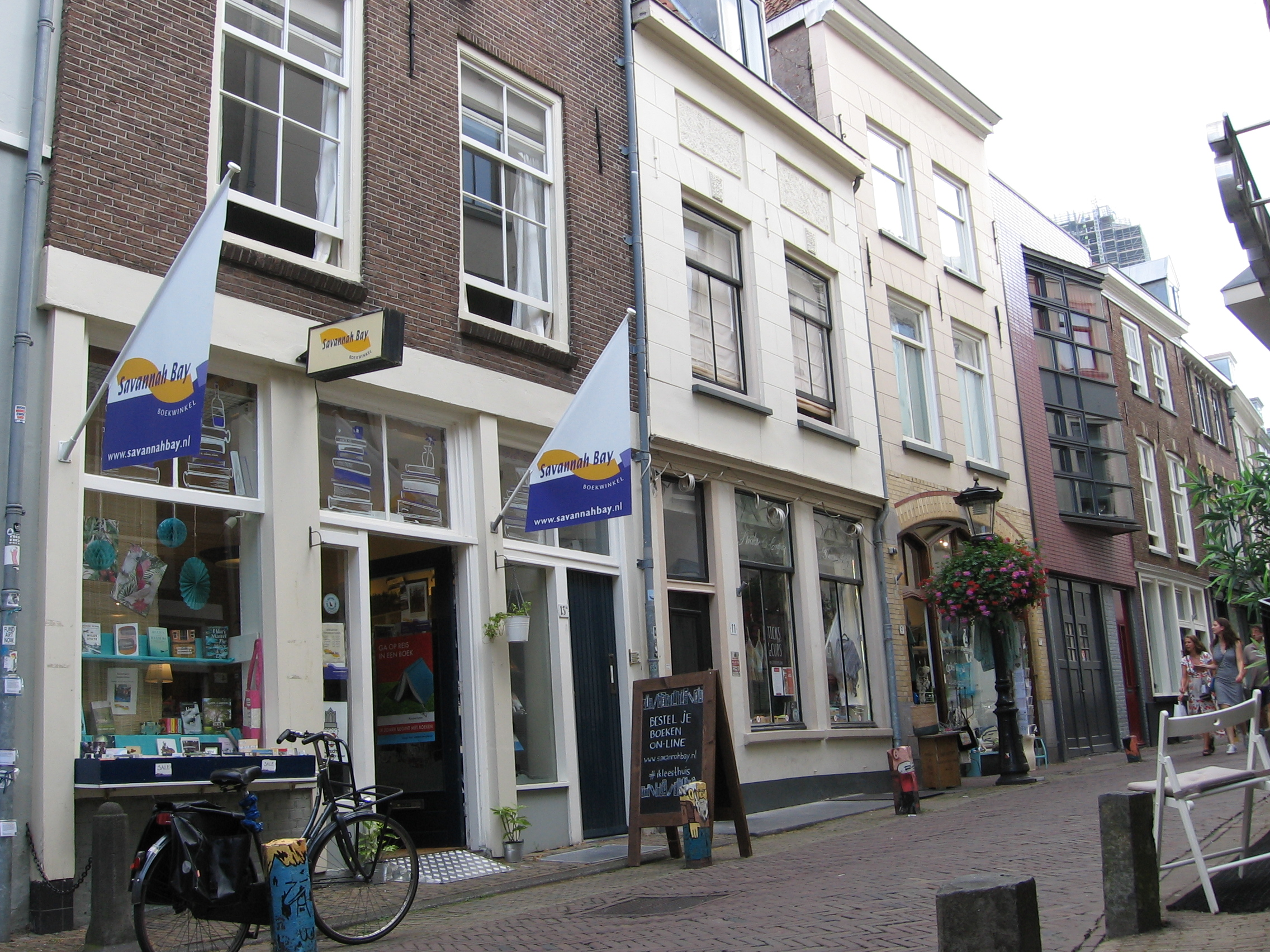
Savannah Bay in augustus 2020

De feministisch-lesbische boekwinkel in de kelder bleek financieel gezien veel succesvoller dan het café. Dat had tot gevolgd dat die boekhandel in 1984 verhuisde naar een ruimer pand aan de Telingstraat 13 in Utrecht, vlak bij de Neude. Het pand is een 17e-eeuws gemeentelijk monument. Het is het geboortehuis van de kunstenaar Theo van Doesburg. Op 30 augustus 2019 werd hier een gedenksteen onthuld ter nagedachtenis aan zijn werk met daarop twee regels uit zijn gedicht "Nacht" uit 1906. Marischka Verbeek, beherend vennoot van Savannah Bay, was een van de initiatiefnemers.
Na de verhuizing kreeg de boekhandel de naam Savannah Bay, die nog steeds bestaat. In Savannah Bay waren veel lesbische boeken te vinden. De winkel werd in deze tijd ook voornamelijk gerund door lesbische vrouwen. In de jaren negentig kwam de winkel in financiële problemen. Marischka Verbeek, een van de laatst overgebleven leden van het collectief, nam Savannah Bay over en gaf de boekhandel een doorstart. Ze maakte van Savannah Bay een algemene boekwinkel en ontmoetingspunt voor iedereen geïnteresseerd in literatuur en de thema's gender, diversiteit en LGBTIQIA+. Ze voegde in juni 1997 een afdeling boeken voor homomannen toe en in 2007, als eerste boekwinkel in Nederland, boeken voor transgender personen.
Met de uitbreiding van de doelgroep in 1997 werd een structurele samenwerking gestart met roze partners in Utrecht, zoals het COC, Midzomergracht en PANN. Sinds 2013 is Savannah Bay het Pink Point van Utrecht, het informatiepunt voor LGBTQIA+-organisaties en activiteiten.
In 2009 won Marischka Verbeek als beherend vennoot van Savannah Bay de Annie Brouwer-Korfprijs.